# Хармони (Пенсилванија)
Хармони (енгл. Harmony) град је у америчкој савезној држави Пенсилванија.

## Демографија
По попису из 2010. године број становника је 890, што је 47 (-5,0%) становника мање него 2000. године.
| Група             | 2000.       | 2010.       |
| Белци             | 923 (98,5%) | 865 (97,2%) |
| Афроамериканци    | 5 (0,5%)    | 1 (0,1%)    |
| Азијати           | 0 (0,0%)    | 4 (0,4%)    |
| Хиспаноамериканци | 6 (0,6%)    | 13 (1,5%)   |
| Укупно            | 937         | 890         |